# Brazilci
Brazilci so narod, ki živi primarno na področju današnje Brazilije, pomembnejše manjšine pa živijo tudi v Paragvaju, Združenih državah Amerike in na Japonskem.
Sama etnična skupina je nastala preko mešanja evropskih kolonizatorjev (predvsem Portugalcev), afriških sužnjev in brazilskih staroselcev.